# Manuel Yus y Colás
Manuel Yus y Colás (1845-1905) fue un pintor español.

## Biografía
Habría nacido en 1845. Natural de la localidad zaragozana de Nuévalos, fue discípulo de la Escuela Superior de Madrid. Presentó en la Exposición aragonesa del año 1868 una copia de la Sacra Familia, de Rafael, conocida por La Perla. En la Nacional celebrada en Madrid en 1876 Campesina de las cercanías de Piedra, Un retrato y Un estudio. En la de 1878 Un baile en Aragón, Camino de la fuente, Unos bebedores (tipos de Aragón) y Un retrato. También presentó algunos cuadros, al óleo y a la aguada, de costumbres aragonesas, en exposiciones particulares celebradas en Madrid. Habría fallecido en 1905.